# Ана Хікманн
Ана Лусія Хікманн (порт.-браз. Ana Hickmann) — бразильська модель, телеведуча та підприємиця. Тісно співпрацює з модними брендами «Victoria's Secret», «Nivea», «L'Oreal», «Clairol» та «Bloomingdales». З'являлася в південно-африканській версії «Sports Illustrated Swimsuit», була на обкладинках бразильських видань «Vogue», «Marie Claire» і «Elle».

## Життєпис
Народилася 1 березня 1981 року у Бразилії. Її батьки були німецькими іммігрантами і займалися сільським господарством. Дитинство провела за посадкою полуниці на ділянці батьків. 
У 1996 році Хікманн поїхала з села, щоб відвідати родичів в Сан-Паулу. Там вона взяла участь у міському конкурсі краси. За підсумками конкурсу стала однією з трьох переможниць, яким були вручені ексклюзивні договори з модельним агентством «Mega».
14 лютого 1998 року, за два тижні до свого 17-го дня народження, Ана стала дружиною Олександра Корреа, старшого за неї на 9 років. 
У 2000 році Паоло Замполлі, президент модельного агентства «ID Models», вилетів до Бразилії, щоб на власні очі побачити Ану Хікманн, про яку йому багато розповідала інша бразильська вупермодель Жизель Бюндхен. Після співбесіди запропонував їй підписати контракт на роботу в його агентстві в Нью-Йорку.
Ана Хікманн співпрацювала з такими престижними модельними агентствами, як «Storm», «Paolo Tomei», «Max Models» та «Louisa». Відомі фотографи Патрік Демаршельє і Гельмут Ньютон говорили, що Хікманн — їхня улюблена модель. 
У липні 2002 року вона була обрана на кастингу для нової рекламної кампанії «Victoria's Secret's» під назвою «Very Sexy». За участь в кампанії отримала оплату в розмірі 250 тисяч доларів США. Для зйомок телереклами був запрошений режисер Майкл Бей. Крім Хікманн, у рекламі знімалися провідні моделі світу: Адріана Ліма, Тайра Бенкс, Жизель Бюндхен і Летиція Каста.
З кінця 2002 року Хікманн почала працювати над створенням власної торгової марки. Зараз її фірма випускає косметику, взуття, купальники, окуляри під брендом «Ana Hickmann». Крім того, підприємиця володіє власною фотостудією і агентством «DJ» в Сан-Паулу. Вона є однією з найбільш високооплачуваних моделей в Бразилії. Весь свій час вона присвячує роботі та участі в благодійних акціях.

## Відзнаки
Свого часу параметри Ани Хікманн були удостоєні уваги Книги рекордів Гіннеса, куди вона потрапила в категорії «Модель з найдовшими ногами». При зрості 185 см довжина її ніг складає 123 см (від стегна до п'яти). У 2002 році категорія «Модель з найдовшими ногами» була видалена з Книги рекордів Гіннесса.
За версією журналу «Maxim» двічі входила у «Список 100 найкрасивіших жінок планети». У 2004 році зайняла 47 місце, а в 2005 році — 85-те.